# Tengchong Airport
Tengchong Airport är en flygplats i Kina. Den ligger i provinsen Yunnan, i den sydvästra delen av landet, omkring 420 kilometer väster om provinshuvudstaden Kunming.
Runt Tengchong Airport är det ganska tätbefolkat, med 120 invånare per kvadratkilometer. I omgivningarna runt Tengchong Airport växer i huvudsak städsegrön lövskog.
Genomsnittlig årsnederbörd är 1 368 millimeter. Den regnigaste månaden är juli, med i genomsnitt 357 mm nederbörd, och den torraste är januari, med 8 mm nederbörd.